# John Lemont
John Lemont (* 1914 in Toronto, Ontario, Kanada; † 2004 in Bexhill-on-Sea, East Sussex, England) war ein kanadischer Filmregisseur, Drehbuchautor und Filmproduzent, der in England lebte und dort mehrere Kinofilme inszenierte, unter anderem Und Frauen werden weinen, Konga und Die Peitsche.

## Leben und Karriere
John Lemont, geboren 1914 in Toronto, begann 1955 für das Kino als B-Movie Regisseur zu arbeiten und daneben auch Episoden für das britische Fernsehen zu realisieren. Es entstanden Folgen für die Fernsehserien London Playhouse (1 Folge, 1955), Sixpenny Corner (10 Folgen, 1955), Zu Gast bei Errol Flynn (6 Folgen, 1956–1957) und Sir Francis Drake (3 Folgen, 1962).
1959 arbeitete er als Drehbuchautor für Wolf Rillas Thriller Zeuge im Dunkeln. Ein Jahr später schrieb er das Drehbuch für das Krimidrama The Shakedown mit Terence Morgan, Hazel Court und Donald Pleasence in den Hauptrollen, das er auch selbst inszenierte.
1960 entstand das Filmdrama Und Frauen werden weinen mit Ruth Danning.
1961 übernahm John Lemont die Regie für die Herman Cohen Independent Science-Fiction Produktion Konga, einer Low Budget King-Kong-Variante mit Schauspieler Michael Gough in der Hauptrolle.
Im selben Jahr konnte er für seinen Kriminalfilm Die Peitsche engagierte Darsteller wie Herbert Lom, John Gregson, Yvonne Romain und Sean Connery gewinnen.
John Lemont schrieb in seiner Karriere mehrere Drehbücher, produzierte und führte selbst einige Male bei Independent-Produktionen Regie.
2004 starb er in Bexhill-on-Sea, in der Grafschaft East Sussex.

## Filmografie (Auswahl)

### Filmregisseur
- 1955: The Green Buddha
- 1960: The Shakedown
- 1960: Und Frauen werden weinen (And Women Shall Weep)
- 1961: Konga
- 1961: Die Peitsche (The Frightened City)

### Drehbuchautor (Auswahl)
- 1959: Zeuge im Dunkeln (Witness in the Dark)
- 1960: The Shakedown
- 1960: Und Frauen werden weinen (And Women Shall Weep)
- 1961: Kraft Mystery Theater (1 Folge) TV
- 1961: Die Peitsche (The Frightened City)

### Filmproduzent
- 1955–1956: Sixpenny Corner (18 Folgen, 1955–1956)
- 1961: Die Peitsche (The Frightened City)
- 1979: A Horse Called Jester